# Volta a la Comunitat Valenciana 2002
La Volta a la Comunitat Valenciana 2002, sessantesima edizione della corsa, si svolse dal 26 febbraio al 2 marzo su un percorso di 668 km ripartiti in 5 tappe, con partenza a Calp e arrivo a Valencia. Fu vinta dallo svizzero Alex Zülle della Team Coast davanti all'italiano Ivan Basso e al danese Claus Michael Møller.

## Tappe
| Tappa  | Data        | Percorso                                | km    | Vincitore di tappa  | Leader cl. generale |
| ------ | ----------- | --------------------------------------- | ----- | ------------------- | ------------------- |
| 1ª     | 26 febbraio | Calp > Calp                             | 126   | Alessandro Petacchi | Alessandro Petacchi |
| 2ª     | 27 febbraio | Calp > Castellón de la Plana            | 216   | Alessandro Petacchi | Alessandro Petacchi |
| 3ª     | 28 febbraio | Castellón de la Plana > Segorbe         | 157,9 | Alessandro Petacchi | Alessandro Petacchi |
| 4ª     | 1º marzo    | Tavernes > Vallada                      | 148   | Danilo Di Luca      | Antonio Colom Mas   |
| 5ª     | 2 marzo     | Valencia > Valencia (cron. individuale) | 20,3  | Alex Zülle          | Alex Zülle          |
| Totale | Totale      | Totale                                  | 668   |                     |                     |

## Dettagli delle tappe

### 1ª tappa
- 26 febbraio: Calp > Calp – 126 km

| Pos. | Corridore           | Squadra       | Tempo    |
| ---- | ------------------- | ------------- | -------- |
| 1    | Alessandro Petacchi | Fassa Bortolo | 3h10'05" |
| 2    | Dmitri Konyshev     | Fassa Bortolo | s.t.     |
| 3    | Ángel Vicioso       | Kelme         | s.t.     |

| Pos. | Corridore           | Squadra       | Tempo    |
| ---- | ------------------- | ------------- | -------- |
| 1    | Alessandro Petacchi | Fassa Bortolo | 3h10'05" |
| 2    | Dmitri Konyshev     | Fassa Bortolo | s.t.     |
| 3    | Ángel Vicioso       | Kelme         | s.t.     |

### 2ª tappa
- 27 febbraio: Calp > Castellón de la Plana – 216 km

| Pos. | Corridore           | Squadra       | Tempo    |
| ---- | ------------------- | ------------- | -------- |
| 1    | Alessandro Petacchi | Fassa Bortolo | 5h23'52" |
| 2    | Mario Cipollini     | Acqua & Sap.  | s.t.     |
| 3    | Erik Zabel          | Telekom       | s.t.     |

| Pos. | Corridore           | Squadra       | Tempo    |
| ---- | ------------------- | ------------- | -------- |
| 1    | Alessandro Petacchi | Fassa Bortolo | 8h33'57" |
| 2    | Erik Zabel          | Telekom       | s.t.     |
| 3    | Erik Dekker         | Rabobank      | s.t.     |

### 3ª tappa
- 28 febbraio: Castellón de la Plana > Segorbe – 157,9 km

| Pos. | Corridore           | Squadra       | Tempo    |
| ---- | ------------------- | ------------- | -------- |
| 1    | Alessandro Petacchi | Fassa Bortolo | 4h08'19" |
| 2    | Markus Zberg        | Rabobank      | s.t.     |
| 3    | Ivan Basso          | Fassa Bortolo | s.t.     |

| Pos. | Corridore           | Squadra       | Tempo     |
| ---- | ------------------- | ------------- | --------- |
| 1    | Alessandro Petacchi | Fassa Bortolo | 12h42'16" |
| 2    | Erik Zabel          | Telekom       | s.t.      |
| 3    | Ángel Vicioso       | Kelme         | s.t.      |

### 4ª tappa
- 1º marzo: Tavernes > Vallada – 148 km

| Pos. | Corridore      | Squadra       | Tempo    |
| ---- | -------------- | ------------- | -------- |
| 1    | Danilo Di Luca | Saeco         | 3h55'48" |
| 2    | Ivan Basso     | Fassa Bortolo | s.t.     |
| 3    | Alex Zülle     | Coast         | s.t.     |

| Pos. | Corridore         | Squadra       | Tempo     |
| ---- | ----------------- | ------------- | --------- |
| 1    | Antonio Colom Mas | Relax         | 16h38'12" |
| 2    | Danilo Di Luca    | Saeco         | s.t.      |
| 3    | Ivan Basso        | Fassa Bortolo | s.t.      |

### 5ª tappa
- 2 marzo: Valencia > Valencia (cron. individuale) – 20,3 km

| Pos. | Corridore    | Squadra       | Tempo  |
| ---- | ------------ | ------------- | ------ |
| 1    | Alex Zülle   | Coast         | 28'34" |
| 2    | Jörg Jaksche | ONCE-Eroski   | a 20"  |
| 3    | Ivan Basso   | Fassa Bortolo | a 29"  |

| Pos. | Corridore            | Squadra       | Tempo     |
| ---- | -------------------- | ------------- | --------- |
| 1    | Alex Zülle           | Coast         | 17h07'06" |
| 2    | Ivan Basso           | Fassa Bortolo | a 9"      |
| 3    | Claus Michael Møller | Milaneza-MSS  | a 48"     |

## Classifiche finali

### Classifica generale
| Pos. | Corridore                | Squadra           | Tempo     |
| ---- | ------------------------ | ----------------- | --------- |
| 1    | Alex Zülle               | Team Coast        | 17h07'06" |
| 2    | Ivan Basso               | Fassa Bortolo     | a 9"      |
| 3    | Claus Michael Møller     | Milaneza-MSS      | a 48"     |
| 4    | Antonio Colom Mas        | Relax-Fuenlabrada | a 49"     |
| 5    | Javier Pascual Rodríguez | iBanesto.com      | a 58"     |
| 6    | Erik Dekker              | Rabobank          | a 1'02"   |
| 7    | Jörg Jaksche             | ONCE-Eroski       | a 1'29"   |
| 8    | David Cañada             | Mapei-Quick Step  | a 1'40"   |
| 9    | Danilo Di Luca           | Saeco             | a 1'58"   |
| 10   | José Alberto Martínez    | Euskaltel-Euskadi | a 1'59"   |